# Бад Ишл
Бад Ишл град је у Аустрији, смештен у средишњем делу државе. Значајан је град у покрајини Горња Аустрија, где се налази у оквиру округа Гмунден.
Бад Ишл је позната бања у Аустрији, која је у доба Хабзбурговаца била често одредиште царске породице.

## Природне одлике
Бад Ишл се налази у средишњем делу Аустрије, 280 км западно од Беча. Главни град покрајине Горње Аустрије, Линц, налази се 105 km северно од града.
Град се сместио у долини реке Ишл. Око града се стрмо издижу Алпи под шумама. Надморска висина града је око 470 m. Околина града, позната као Салцкамергут, је посебно сликовита и са веома развијеним туризмом.

## Становништво
| 1971.  | 1981.  | 1991.  | 2001.  | 2011.  |
| ------ | ------ | ------ | ------ | ------ |
| 12.812 | 12.970 | 13.887 | 14.081 | 13.939 |

Данас је Бад Ишл град са око 14.000 становника. Последњих деценија број градског становништва стагнира.

## Галерија
- Средишњи трг Бад Ишла
- Царска вила
- Конгресни центар
- Градска римокатоличка црква Црква св. Николе